# Clovia fusiformis
Clovia fusiformis är en insektsart som beskrevs av Victor Lallemand och Synave 1952. Clovia fusiformis ingår i släktet Clovia och familjen spottstritar. Inga underarter finns listade i Catalogue of Life.